# Éveux
Éveux ist eine französische Gemeinde mit 1169 Einwohnern (Stand 1. Januar 2022) im Département Rhône in der Region Auvergne-Rhône-Alpes. Sie gehört zum Arrondissement Villefranche-sur-Saône und zum Kanton L’Arbresle.

## Bevölkerungsentwicklung
| Jahr                       | 1962 | 1968 | 1975 | 1982 | 1990 | 1999 | 2013 | 2021 |
| -------------------------- | ---- | ---- | ---- | ---- | ---- | ---- | ---- | ---- |
| Einwohner                  | 436  | 417  | 518  | 726  | 817  | 794  | 1243 | 1169 |
| Quellen: Cassini und INSEE |      |      |      |      |      |      |      |      |

## Sehenswürdigkeiten
- Ehemaliges Kloster Sainte-Marie de la Tourette von Le Corbusier

## Persönlichkeiten
- Marc Antoine Louis Claret de La Tourrette (1729–1793), französischer Botaniker
- Charles Pierre Claret de Fleurieu (1738–1810), französischer Marineminister, Bruder des vorigen